# 道の駅飛騨たかね工房
道の駅飛騨たかね工房（みちのえき ひだたかねこうぼう）は、岐阜県高山市高根町中洞にある国道361号の道の駅である。

## 施設
- 駐車場
  - 普通車：50台[4]
  - 大型車：10台[4]
  - 身障者用 : 2台[4]
- トイレ
  - 男：大 3器（2器）、小 4器（4器）
  - 女：4器（3器）
  - 身障者用：1器（1器）

※（）内は24時間使用可能
- 飛騨唐辛工房[2] - 高根町特産の唐辛子を調味料「うま辛王」として製造する拠点[2]。隣接するレストランでは「うま辛王」を使用したラーメンやカレーが提供されている[2][4]。
- レストラン[2]
- 売店

### 管理団体
- 設置者：高山市[7]
- 指定管理者：一般財団法人高根村観光開発公社[8]

## 営業時間・休業日
営業時間
- 4月から10月まで：9:00 - 18:00[4]
- 11月から3月まで：9:00 - 17:00[4]

休業日
- 無休（5月ならびに7月から10月まで）
- 毎週火曜日（6月ならびに11月から4月まで、祝日を除く）
- 年末年始

## アクセス
- 国道361号[2] - 登録路線

## 周辺
- 野麦峠[2][4]